# ايلسبيث مكلاكلان
ايلسبيث مكلاكلان (من مواليد 22 يوليو 1942) ، عالمة أعصاب أسترالية ، لها تأثير عالمي في دراسة المسارات العصبية داخل الجهاز العصبي اللاإرادي . وقد اشتمل عملها على تحليلات مفصلة للانتقال في العقد اللاإرادية لدراسات تنظيم المسارات العصبية اللاإرادية واضطرابها في الحالات المرضية ، وخاصة إصابات الأعصاب الطرفية والحبل الشوكي.
ولدت مكلاكلان في بورالl ، نيو ساوث ويلز ، أستراليا .

## التعليم
تلقت ماكلاكلان تعليمها في جامعة سيدني ، والتي حصلت منها على درجة البكالوريوس في العلوم عام 1962 ، ودرجة الدكتوراه عام 1973 ، ودرجة دكتوراه أخرى في العلوم عام 1994.

## الحياة المهنية
- 1985-1993 - أستاذة زائرة ، جامعة كريستيان ألبريشت زو كيل ، ألمانيا [16]
- 1987-1988 - زميلة أبحاث رئيسية في المجلس الوطني للبحوث الطبية والصحية وأستاذة مشاركة ، كلية علم وظائف الأعضاء وعلم الأدوية ، جامعة نيو ساوث ويلز ، أستراليا
- 1988-1993 - أستاذة ورئيسة قسم علم وظائف الأعضاء وعلم الأدوية ، جامعة كوينزلاند ، أستراليا
- 1993-2011 - زميلة باحثة رئيسية ، معهد أمير ويلز للبحوث الطبية ، راندويك ، أستراليا
- 1999-2001 - الرئيس التنفيذي ، مركز إدارة البحوث ، المجلس الوطني للبحوث الصحية والطبية ، كانبيرا ، أستراليا
- 2000-2003 - باحثة محققة مساعدة ، معهد الأعصاب ، جامعة ميغيل هيرنانديز ، أليكانتي ، إسبانيا
- 2001-2006 - نائبة رئيس الجامعة (للبحوث) وأستاذة باحثة ، جامعة نيو ساوث ويلز ، أستراليا
- 2007 حتى الآن - أستاذة فخرية ، جامعة نيو ساوث ويلز ، أستراليا

## الأوسمة والجوائز
- 2009: عضوة فخرية ، جمعية علم الأعصاب الأسترالية [17]
- 2009: عضوة فخرية ، الجمعية الفسيولوجية الأسترالية [18]
- 2006: جائزة الإنجاز المتميز ، جمعية علم الأعصاب الأسترالية [19]
- 2003: ميدالية المئوية للمساهمة في المجتمع الأسترالي والعلوم في البحث الطبي
- 1998: وسام راماشيوتي للتميز في البحوث الطبية الحيوية [20]
- 1997: زميلة منتخبة ، الأكاديمية الأسترالية للعلوم [21]
- 1996 ، 1999: زمالة دعوة ، الجمعية اليابانية لتعزيز العلوم (JSPS)
- 1995 وسام أوربيلي من الأكاديمية الأرمنية لعلم الأعصاب
- 1993: جائزة ماكس بلانك للبحث العلمي في البحث التعاوني الدولي (مع دابليو جانيج)

أعلنت جمعية العلوم العصبية الأسترالية عن إنشاء محاضرة عامة سنوية لإلزبيث ماكلاكلان في عام 2017.

## منشورات مختارة
- {{استشهاد بدورية محكمة}}: استشهاد فارغ! (مساعدة)
- {{استشهاد بدورية محكمة}}: استشهاد فارغ! (مساعدة)
- {{استشهاد بدورية محكمة}}: استشهاد فارغ! (مساعدة)
- McLachlan، Elspeth M؛ Martin، A. R. (1981). "Non-linear summation of end-plate potentials in the frog and mouse". Journal of Physiology. ج. 311: 307–24. DOI:10.1113/jphysiol.1981.sp013586. PMC:1275411. PMID:6267255.
- {{استشهاد بدورية محكمة}}: استشهاد فارغ! (مساعدة)
- {{استشهاد بدورية محكمة}}: استشهاد فارغ! (مساعدة)
- Tripovic، D.، Pianova، S.، McLachlan، EM and Brock، JA (2011) يعيد التعافي الودي البطيء وغير الكامل لشريان ذيل الجرذ اتساع الانقباضات التي تثيرها الأعصاب بشرط وجود الضفيرة المحيطة بالأوعية. فيزيولوجيا القلب والدورة الدموية AJP 300 ، H541-554

## روابط خارجية
- نسخة من مقابلة مع البروفيسور ديفيد هيرست (2000)